# 克里斯托夫·赫内
克里斯托夫·赫内（德語：Christoph Höhne，1941年2月12日—2006年4月11日），德国男子田径运动员。他曾代表德国联队、东德参加1964年、1968年和1972年夏季奥林匹克运动会田径比赛，其中1968年奥运会获得一枚金牌。